# Ancien 6e arrondissement de Paris
Pour les articles homonymes, voir 6e arrondissement de Paris et 6e arrondissement.
L'ancien 6e arrondissement de Paris est le sixième des douze anciens arrondissements de Paris créés en 1795 et ayant existé jusqu'en 1860, année de l'agrandissement de Paris et de la réorganisation en vingt arrondissements, par la loi du 16 juin 1859.

## Emplacement et délimitation
Le 6e arrondissement, d'une superficie de 145 ha, était composé de 1795 à 1860 de quatre quartiers contigus, s'étendant du centre de Paris à sa périphérie au nord-est. Il était délimité par les murs de la ville à l'est, les 7e et 8e arrondissements au sud et les 4e et 5e à l'ouest et au nord :
- barrière de Belleville (voir no 40) ;
- chemin de ronde (actuel boulevard de Belleville) ;
- barrière de Ménilmontant (voir no 43) ;
- rues de la Roulette et de Ménilmontant (actuelle rue Oberkampf) ;
- rue des Filles-du-Calvaire ;
- rue de Bretagne ;
- rue de la Corderie (aussi Vieille rue de la Corderie, actuelle rue de Bretagne) ;
- rue du Temple ;
- rue Chapon ;
- rue du Cimetière-Saint-Nicolas (actuelle rue Chapon) ;
- rue Saint-Martin ;
- rue des Arcis (partie sud de l'actuelle rue Saint-Martin) ;
- rue Saint-Jacques-de-la-Boucherie (rue disparue située entre les actuelles voies : rue de Rivoli et avenue Victoria) ;
- rue Saint-Denis ;
- porte-Saint-Denis ;
- boulevards Saint-Denis et Saint-Martin ;

Plan des 12 arrondissements de Paris entre 1795 et 1849 ; le VIe arrondissement comprenait une partie du centre et s'étendait au nord-est jusqu'à la périphérie, on le voit ici avec ses quartiers : Lombards, Porte-Saint-Denis, Saint-Martin-des-Champs, Temple.

- faubourg du Temple ;
- barrière de Belleville.

## Historique
Le 6e arrondissement de Paris, initialement dénommé « sixième municipalité », est créé en 1795. Il regroupe quatre des 48 sections révolutionnaires délimitées en 1790 : la section des Lombards, la section du Temple, la section des Gravilliers et la section des Amis-de-la-Patrie.
Cet arrondissement subsiste jusqu'en 1860.

## Quartiers
De 1811 à 1849
De 1811 à 1849, le 6e arrondissement est divisé en quatre quartiers :
1. Le quartier de la Porte-Saint-Denis, ou 21e quartier, correspondant sous la Révolution à la section du Ponceau, renommée en septembre 1792 section des Amis-de-la-Patrie ;
2. Le quartier Saint-Martin-des-Champs, ou 22e quartier, correspondant à la section des Gravilliers sous la Révolution ;
3. Le quartier des Lombards, ou 23e quartier de Paris, correspondant sous la Révolution à la section des Lombards ;
4. Le quartier du Temple, ou 24e quartier, correspondant sous la Révolution à la section du Temple.

De 1850 à 1860
De 1850 à 1860, le 6e arrondissement est divisé en quatre quartiers :
1. Le quartier Bourg-l'Abbé ;
2. Le quartier des Arts-et-Métiers ;
3. Le quartier du Temple ;
4. Le quartier des Théâtres.

## Administration
La mairie est installée en 1795 dans la partie nord du prieuré Saint-Martin-des-Champs, rue Saint-Martin, aux numéros 208-210. En 1853, elle s'installe au no 11 de la rue de Vendôme (actuelle rue Béranger), dans un hôtel particulier construit en 1728. L'édifice devient, en 1860, la mairie du nouveau 3e arrondissement (jusqu'en 1867).

### Maires du6earrondissement
| Période   | Identité                             |
| --------- | ------------------------------------ |
| 1795-1798 | Athanase-Jean Bricogne               |
| 1798-1800 | (à compléter)                        |
| 1800-1816 | Athanase-Jean Bricogne               |
| 1816-1826 | Henri-François Le Grand de Vaux      |
| 1827-1830 | Ange Hermenegilde Victorin Demautort |
| 1830-1833 | Louis Clément de Caylus              |
| 1834-1847 | Laurent Cotelle,                     |
| 1847-1848 | M. Forestier                         |
| 1848-1858 | Auguste Louis Monnin-Japy            |
| 1858-1860 | M. Lenoir                            |

## Démographie
| 1793 | 1800   | 1806 | 1816   | 1821 | 1831   |
| ---- | ------ | ---- | ------ | ---- | ------ |
| -    | 57 209 | -    | 72 682 | -    | 80 811 |

| 1836   | 1841   | 1846    | 1851    | 1856    | - |
| ------ | ------ | ------- | ------- | ------- | - |
| 94 108 | 97 557 | 103 795 | 103 937 | 115 135 | - |

## Évolution

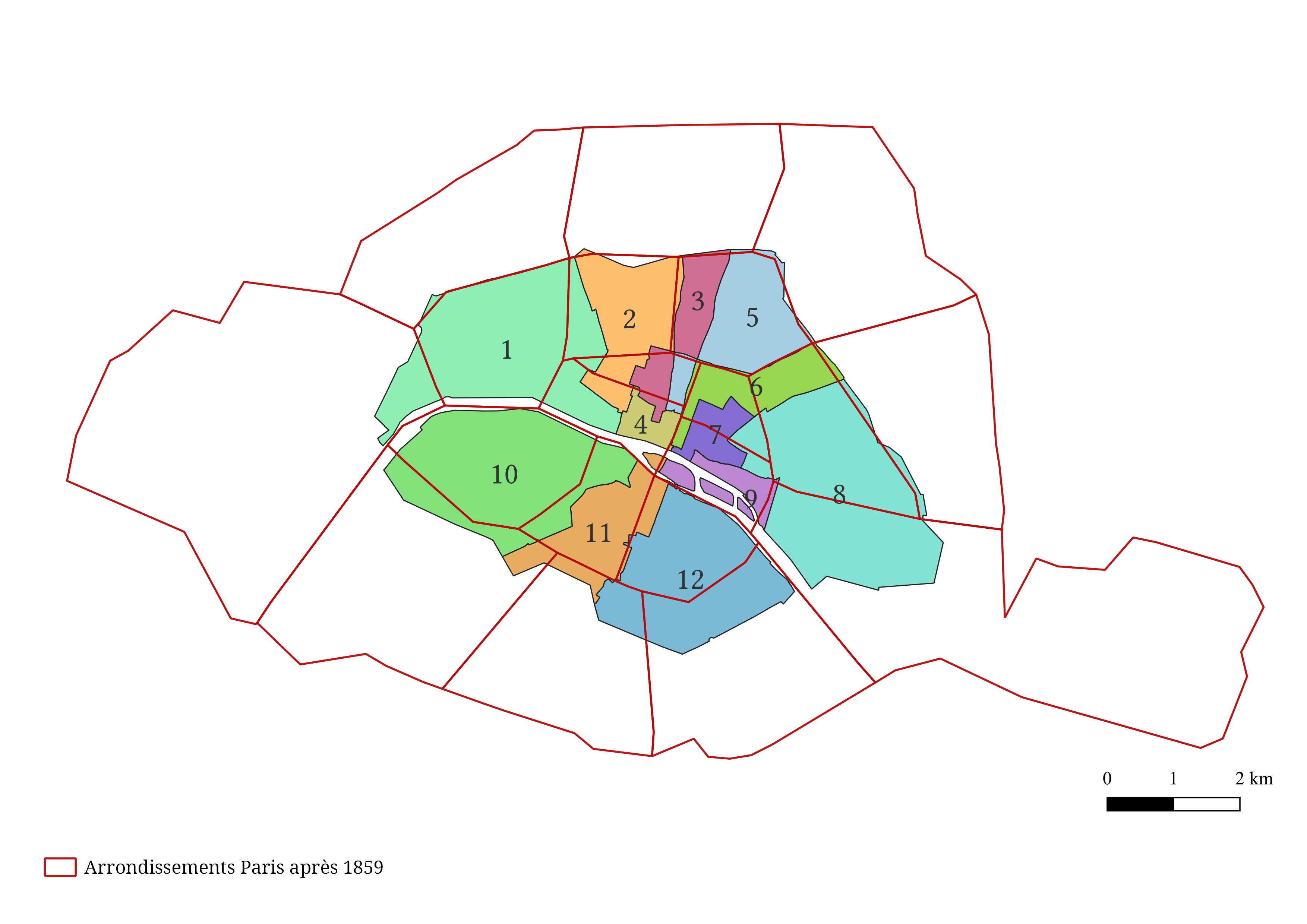
Superposition des anciens arrondissements avec les nouveaux d'après 1859 (en rouge).

En 1860, le sixième arrondissement ancien disparaît dans le cadre de l'agrandissement de Paris et de son découpage en vingt nouveaux arrondissements, en application de la loi du 16 juin 1859. La majeure partie de son territoire est répartie entre les nouveaux 3e et 11e arrondissements.